# Benjamín Hill
Benjamín Hill est une ville de l'État mexicain de Sonora. 